# Frodulfo di Barjon
Frodulfo di Barjon, in lingua francese Saint Frodulphe o più frequentemente saint Frou (Autun, VII secolo – Barjon, 750), è stato un abate francese.

## Biografia
Sistemato come oblato nell'abbazia di San Martino di Autun, Frodulfo vi imparò la preghiera, la meditazione e la penitenza. L'abate Mederico di Autun ne fece il suo discepolo e amico. Egli lo aveva tenuto sotto il fonte battesimale e si era dedicato alla sua formazione. Quando san Mederico lasciò l'abbazia per rifugiarsi nella solitudine dei grandi boschi del Morvan, egli fu uno dei frati che partirono alla sua ricerca.
Verso il 696 egli propose a san Mederico di recarsi in pellegrinaggio a Parigi, per pregare sulle tombe di san Dionigi e su quella del loro conterraneo san Germano, che fu abate dell'abbazia di san Sinforiano di Autun. I due partirono e fecero un lungo e faticoso viaggio poiché Mederico era ammalato. Essi fecero tappe a Bonneuil-sur-Marne e a Charenton-le-Pont, si stabilirono in una località solitaria ove eressero una cappella attorno alla quale successivamente sorsero alcune abitazioni che costituiranno il primo nucleo del paese di Saint-Méry. Sulla strada della tomba di san Dionigi, sostarono a Thomery.

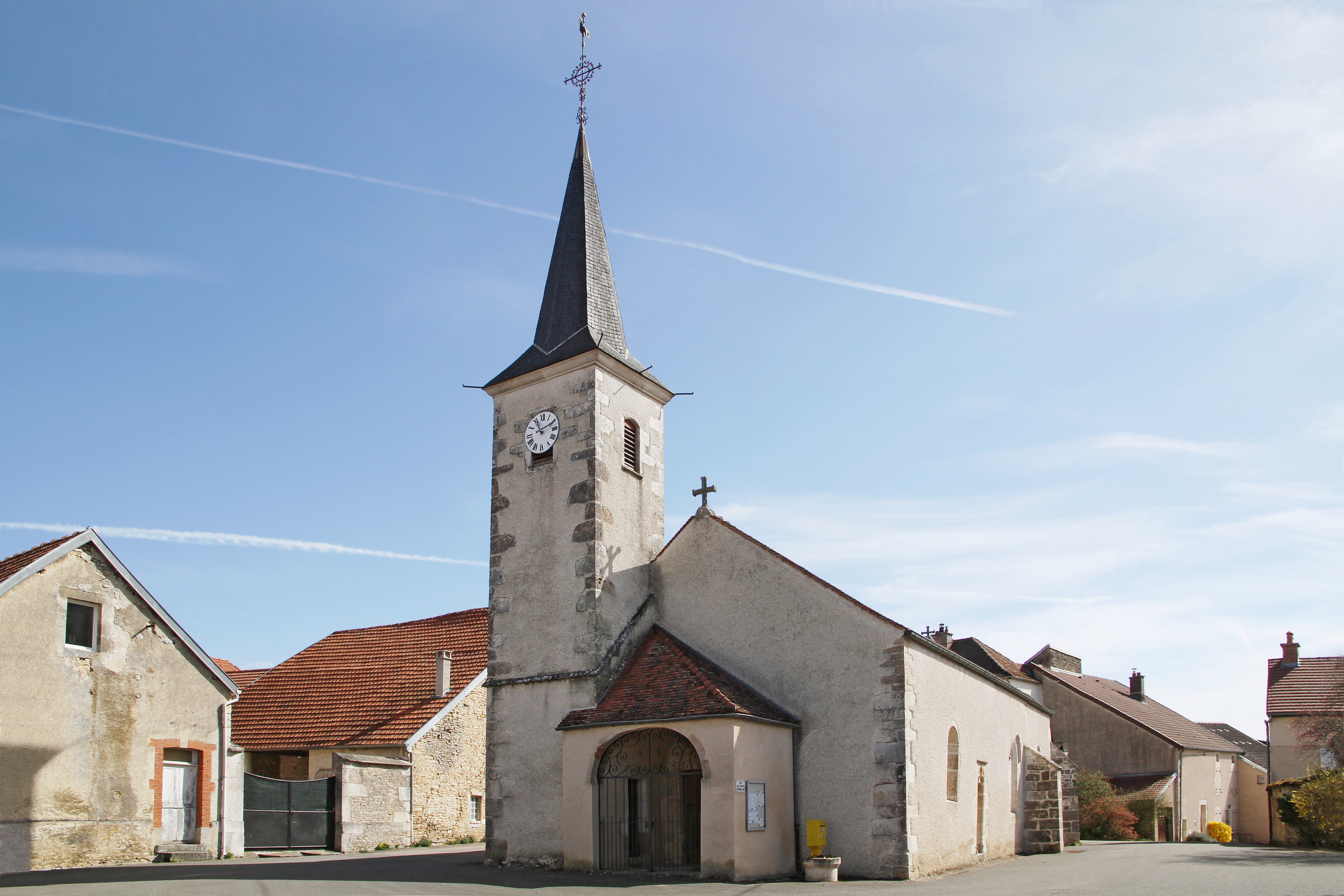
La chiesa di san Frodulfo a Barjon

A Parigi trovarono una cappella isolata in un piccolo bosco nella palude, ove si fermarono e vissero due anni e nove mesi. Fu in questo romitaggio che morì Mederico, il 29 agosto del 700. Frodulfo rientrò in Borgogna e divenne abate dell'abbazia di San Martino di Autun, che fu poi costretto a lasciare quando i saraceni del generale Anbasa ibn Suhaym al-Kalbi, il 22 agosto del 725, saccheggiarono Autun. Egli si ritirò quindi in eremitaggio a Barjon.
Alla sua morte una parte del suo corpo fu riportata a Parigi e inumata vicino al suo maestro nella cappella di san Pietro. Alcune ossa del suo corpo sono conservate in un reliquiario in legno dorato nella chiesa parrocchiale di san Filiberto a Trouhaut (Côte-d'Or).

## Invocato
San Frodulfo viene invocato contro i dolori di testa e di denti.

## Luoghi dedicati
- Fontana Saint-Frou a Noidant-le-Rocheux;
- Chiesa parrocchiale di San Frodulfo a Barjon (Côte-d'Or), ove si trova la cassa in legno dipinto policromo e un sarcofago di san Frodulfo, oltre a una statua, raffigurante questo santo, in pietra policroma e risalente al XVII secolo; l'insieme è classificato come monumento storico di Francia.
- Cappella di Saint-Frou, vicino al cimitero di Barjon.